# Joram (Israel)

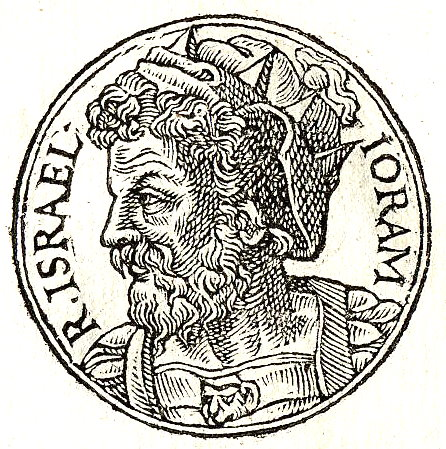
Joram

Joram, Sohn des Ahab, war König von Israel etwa 852–841 v. Chr. und der vierte und letzte König der Dynastie Omri (Omriden).

## Etymologie
Der hebräische Personenname „Joram“ ist in zwei verschiedenen Schreibweisen überliefert: יְהֹורָם jəhôrām und (seltener) יוֹרָם jôrām. Es handelt sich um einen Verbalsatznamen, bestehend aus Subjekt und Prädikat. Subjekt (und zugleich theophores Element) ist eine Form von „JHWH“ (יְהֹו jəhô oder יֹו jô), das Prädikat leitet sich von der Verbwurzel רום rûm, deutsch ‚hoch / erhaben sein‘ ab. Der Name lässt sich als „JHWH ist erhaben“ übersetzen. Die Septuaginta gibt den Namen als Ιωραμ Iōram wieder, die Vulgata als Ioram.

## Biblische Erzählung
Joram folgte seinem älteren Bruder Ahasja. Um die aufständischen Moabiter unter ihrem König Mescha wieder zu unterwerfen, führte er gemeinsam mit Joschafat von Juda und den Edomitern einen Feldzug nach Moab, gab aber dann die Belagerung von Kir-Heres auf, wo sich Mescha verschanzt hatte. 841 v. Chr. erlitt er gemeinsam mit Ahasja von Juda eine Niederlage gegen Hasael von Aram (Damaskus) in Ramot-Gilead (2 Kön 8,28–29  und 9,14–15 ) und wurde kurz darauf bei der Revolution des Jehu von diesem getötet (2 Kön 9,24 ).